# August Schill
Lars August Schill (i riksdagen kallad Schill i Västermo), född 13 februari 1873 i Lista, död 16 juli 1945 i Eskilstuna, var en svensk lantbrukare och politiker (liberal).
August Schill, som också var kommunalt aktiv i Västermo och var ledamot av Södermanlands läns landstingsfullmäktige 1916-1938, var riksdagsledamot i andra kammaren åren 1918-1921 (för Södermanlands läns norra valkrets) samt 1925-1928 (för Södermanlands läns valkrets). Efter den liberala partisplittringen 1923 stannade han kvar i Frisinnade landsföreningen och tillhörde således dess riksdagsgrupp, Frisinnade folkpartiet. I riksdagen var han bland annat vice ordförande i andra kammarens fjärde tillfälliga utskott 1925-1928. Han engagerade sig särskilt i bl.a. pensionsfrågor och jordbrukspolitik.